# JoKarl Huber
Pour les articles homonymes, voir Huber.
JoKarl Huber (né Karl Josef Huber le 13 février 1902 à Laudenbach et mort le 26 février 1996 à Seeshaupt) est un artiste allemand.

## Biographie
JoKarl Huber est né sous le nom de Karl Josef Huber à Laudenbach, un hameau qui est  aujourd'hui rattaché à Weikersheim. Il y passe également son enfance. Diplômé du Schubart-Gymnasium Aalen, il étudie le droit et la philosophie à Tübingen et Munich de 1920 à 1926 et la peinture à l'Académie des beaux-arts de Munich à partir de 1928. Il y devient l'élève de Karl Caspar (peinture) et Adolf Schinnerer (dessin). En 1936, ses œuvres, comme les œuvres de tous les artistes modernes de l'époque, sont classées comme art dégénéré. Cela est suivi d'une interdiction officielle de la peinture, qui équivaut à une interdiction professionnelle en tant qu'artiste. Huber travaille comme lithographe et artiste verrier, qui ne tombe pas sous l'interdiction de peindre. À partir de 1934, il vit principalement à Seeshaupt sur le lac de Starnberg. La municipalité de Seeshaupt émet une interdiction de construire sur sa propriété. En 1936, le pasteur August Uhl fait appel à son ami d'école pour rénover l'église Saint-Pierre-et-Paul à Weil der Stadt. En 1938, JoKarl Huber épouse l'artiste Hildegard Sasse (née le 25 novembre 1905 à Gütersloh et morte le 20 janvier 1999 à Seeshaupt). En 1939, il donne au diable les traits du visage d'Adolf Hitler sur un vitrail représentant la tentation de Jésus. Le vitrail est installé dans l'église paroissiale de Weil der Stadt en 1940. En 1941, Huber est enrôlé et prend part à la Seconde Guerre mondiale. En 1942, sa fille Ursula naît. En 1944, Huber est fait prisonnier par les Britanniques en tant qu'officier (Oberzahlmeister) au Havre. Après la guerre, il enseigne le dessin à l'Académie des beaux-arts de Munich de 1946 à 1949. Dans l'intervalle, il reçoit le permis de construire pour sa propriété en 1947 et construit sa propre maison et son studio à Seeshaupt. De nombreuses œuvres de l'artiste polyvalent, y compris des œuvres d'art du verre, des mosaïques, des sculptures, des peintures et des graphiques, sont conservées à ce jour.

## Œuvres (sélection)
- 1940 Vitrail Église Saint-Pierre-et-Paul à Weil der Stadt. Dans la scène de la tentation de Jésus, le diable porte incontestablement les traits d'Adolf Hitler
- 1947 Wiesbaden, Théâtre d'État (Opéra) - peinture du plafond (détruit en 1973)
- 1948 Weil der Stadt, Église Saint-Pierre-et-Paul - Annonciation de Marie, mosaïque
- 1952 Weil der Stadt, Marienbrunnen, bronze
- 1953 Weil der Stadt, Église Saint-Pierre-et-Paul, couvercle des fonts baptismaux, bronze
- 1955 Gare principale d'Heidelberg, hall d'entrée: char solaire d'Apollon, sgraffite

## Reportages télévisés
- Guido Knopp: Der Teufel von Weil der Stadt. Ein Kirchenfenster und die Gestapo. Fernsehsendung, ZDF-History, 8 Minuten, ausgestrahlt am 17. November 2002